# Light Wing
Die Light Wing AG ist ein im Jahr 2000 gegründeter Flugzeughersteller für Leichtflugzeuge in der Schweiz. Am Unternehmenssitz in Stans wird das Flugzeug Lightwing AC4 hergestellt. Angrenzend an das Firmengelände liegt der Flugplatz Buochs, den die Light Wing AG für alle Test- und Ablieferungsflüge nutzt.

## Geschichte
Die Light Wing AG wurde im Jahr 2000 gegründet. 2013 erlangte das Unternehmen das Production Organisation Approval (POA).

## Lightwing AC4

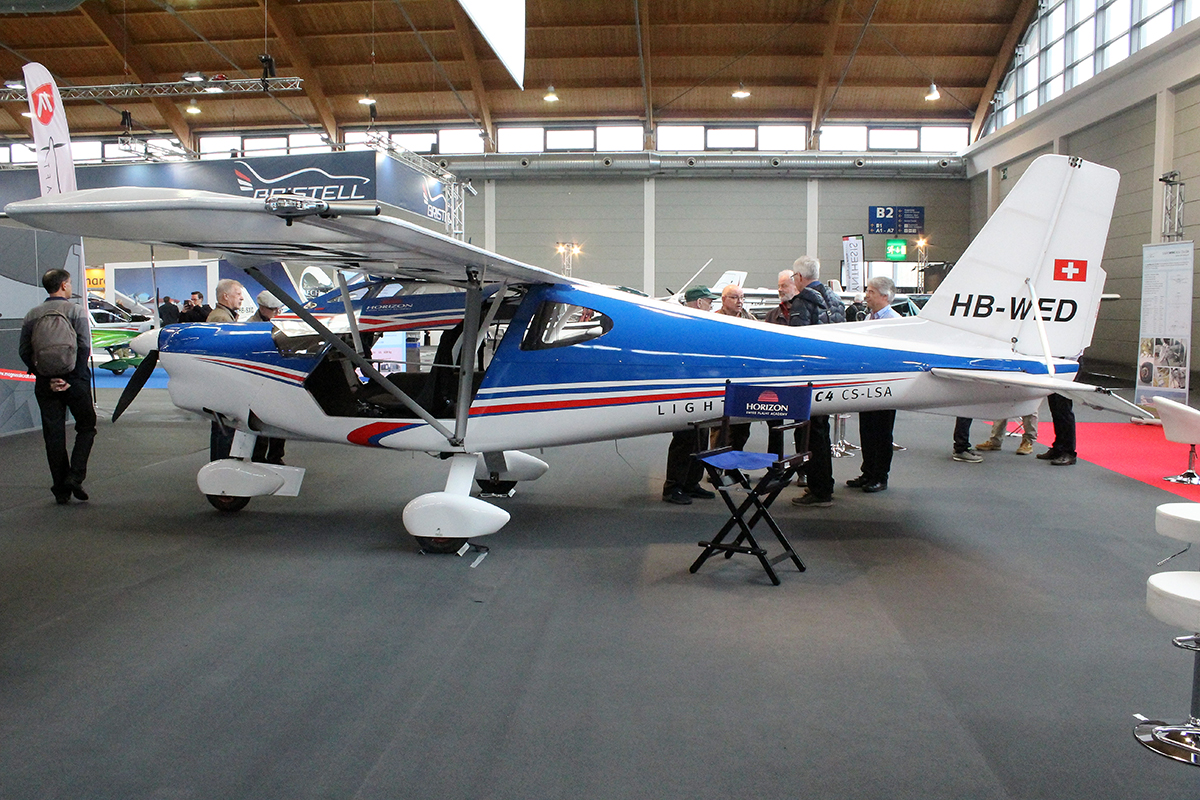
Lightwing AC4

Die Lightwing AC4 ist ein zweisitziger Hochdecker. Die Ultraleichtversion AC4 UL hat eine maximale Startmasse von 600 kg und eine maximalen Zuladung von 230 kg und zählt zu den Light Sport Aircrafts (LSA). Sie wird von einem 100-PS-Einspritzmotor Rotax 912iS Sport angetrieben und ist das erste in der Schweiz hergestellte Leichtflugzeug. Im August 2015 erreichte das Flugzeug die Typenzertifizierung der Europäischen Agentur für Flugsicherheit. Die Light Wing AG erhielt im November 2017 die Zertifizierung des Bundesamts für Zivilluftfahrt (BAZL) für die Herstellung der AC4. Danach startete die Produktion der ersten Flugzeuge.
Im Mai 2024 erhielt der Hersteller das Luftfahrzertifikat der EASA für die Variante Lightwing AC4 GT, ein energieeffizientes Schleppflugzeug.

### Vorfälle
Am 21. Juni 2019 musste ein Vorführflugzeug des Typs Lightwing AC4 nach Motorproblemen ca. 12 km östlich von Frankfurt am Main in einen Wald notlanden. Das Flugzeug erlitt Totalschaden, die beiden Insassen wurden schwer verletzt.